# 2011 JW31
2011 JW31, também escrito como 2011 JW31, é um objeto transnetuniano que está localizado no Cinturão de Kuiper, uma região do Sistema Solar. Este corpo celeste é classificado como um cubewano. Ele possui uma magnitude absoluta de 9,3 e tem um diâmetro estimado com cerca de 61 km.

## Descoberta
2011 JW31 foi descoberto no dia 4 de maio de 2011 pelo New Horizons KBO Search.

## Órbita
A órbita de 2011 JW31 tem uma excentricidade de 0,057 e possui um semieixo maior de 45,486 UA. O seu periélio leva o mesmo a uma distância de 42,903 UA em relação ao Sol e seu afélio a 48,068 UA.